# Lichtenau im Mühlkreis
Lichtenau im Mühlkreis är en ort och kommun i Österrike. Den ligger i distriktet Rohrbach i förbundslandet Oberösterreich, 180 kilometer väster om huvudstaden Wien. Kommunen gränsar i norr mot Tjeckien. 
Kommunen består av sju orter (Ortschaften) (inom parentes invånarantal 1 januari 2024):

- Damreith (64)
- Hinternberg (11)
- Hochhausen (27)
- Hörleinsödt (139)
- Lichtenau im Mühlkreis (55)
- Oedt (115)
- Unterurasch (64)